# Krieglsteinera lasiosphaeriae
Krieglsteinera lasiospaeriae ist eine Art der Pilze aus der Familie der Heterogastridiaceae. Sie ist der einzige Vertreter der Gattung Krieglsteinera. Die holarktisch verbreitete Art besitzt keine Fruchtkörper und wächst als unscheinbarer Hyphenteppich auf den Perithezien des Schlauchpilzes Lasiosphaeria ovina. Der Gattungsname ehrt den deutschen Mykologen German Josef Krieglsteiner.

## Merkmale
Krieglsteinera lasiosphaeriae bildet keine Fruchtkörper aus. Die Hyphen sind 1–3 µm lang und dünnwandig. Häufig bilden sie blasige Anschwellungen aus, die unter dem Mikroskop als gestielte Tröpfchen an der Oberfläche des Wirtes erscheinen. Die Hyphen verfügen über Schnallen und Septen mit einfachen Poren. Die Basidienträger stehen von den Perithezium des Wirtes ab und haben einen basalen Durchmesser von 7 bis 16 µm. Sie sind 60–120 µm lang und an der Spitze 3–5 µm breit. Die Basidienträger sind zweizellig, besitzen je ein Septum und eine Schnalle und tragen jeweils mehrere Basidien, die an ihrer Basis eine Schnalle besitzen. Die Basidien sind von zylindrischer Form, 4–5 × 15–20 µm groß und dreifach quer septiert. An ihrer Spitze sitzen an kurzen Sterigmata symmetrische zylindrische bis elliptische Sporen von 1 bis 2 × 4–6 µm. Die Konidien erreichen eine Größe von 2 bis 4 × 4–7 µm und werden terminal an Schnallen gebildet.

## Verbreitung
Krieglsteinera lasiosphaeriae ist holarktisch verbreitet und wurde bislang von Frankreich ostwärt bis nach Russland und in die USA gefunden. Während sie früher wie auch ihr Wirt als selten und durch Luftverschmutzung bedroht galt, nimmt man heute an, dass die Art aufgrund ihrer unscheinbaren und nur unter dem Mikroskop zu erkennenden Gestalt häufig übersehen wird. 

## Ökologie

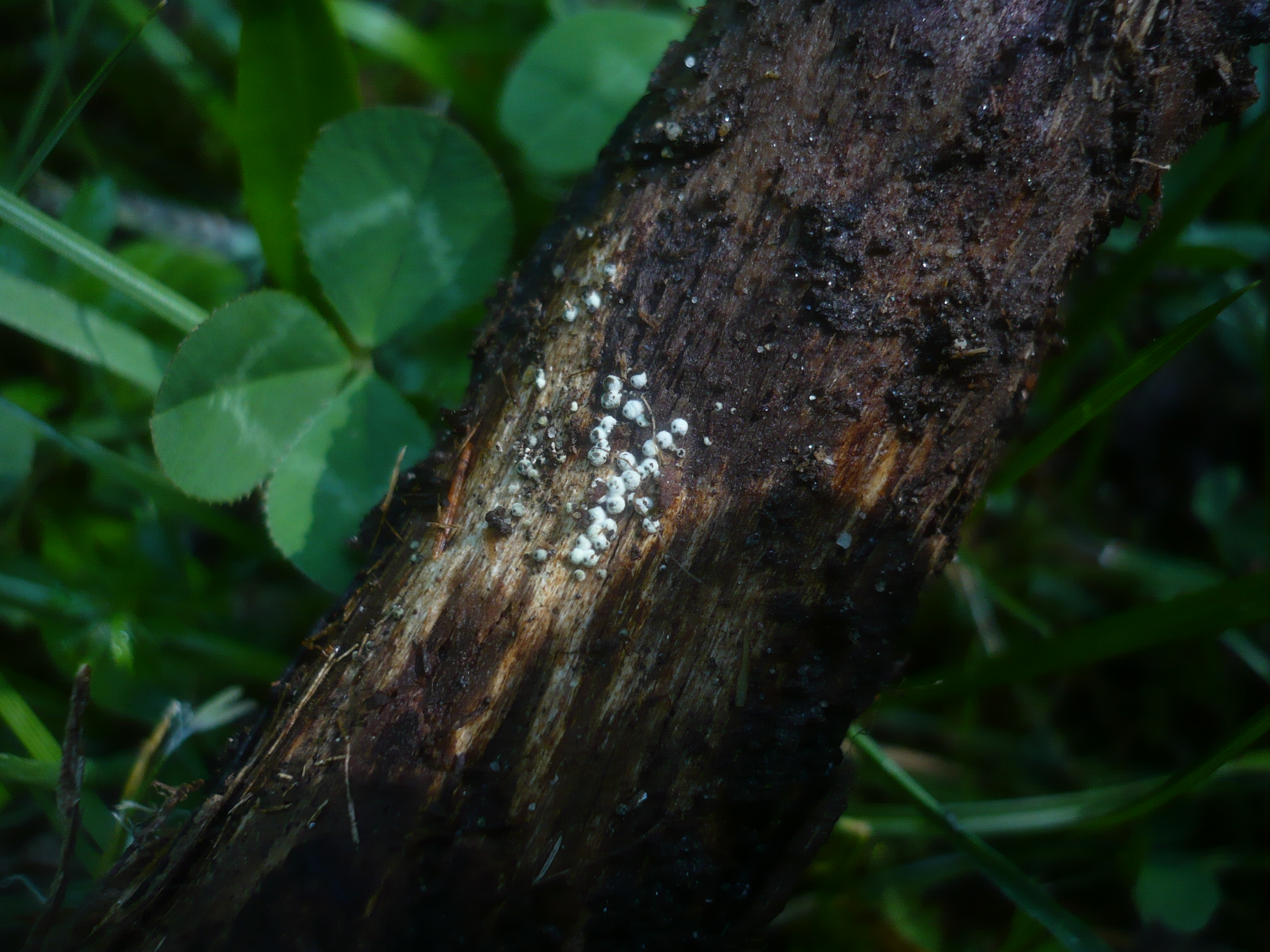
Schaf-Haarkugelpilz (Lasiosphaeria ovina) als Wirt

Krieglsteinera laesiosphaeriae ist ein Mykoparasit, der auf den Fruchtkörpern (Perithecien) des Schaf-Haarkugelpilzes (Lasiosphaeria ovina), ein Schlauchpilz, wächst. Die Art interagiert mit ihrem Wirt mittels Colacosomen. Eine Kultivierung scheiterte bislang daran, dass die dafür verwendeten Basidiosporen nicht keimten.

## Taxonomie
Krieglsteinera lasiosphaeriae wurde erstmals 1951 von Gabriel Arnaud beschrieben. Diese Beschreibung ist jedoch ungültig, weil sie keine lateinische Diagnose enthält. Zdeněk Pouzar beschrieb sie 1987 unter ihrem heutigen Namen neu. Er widmete den Namen der monotypischen Gattung German Josef Krieglsteiner, das Artepitheton lehnt sich an den Gattungsnamen des Wirtes an.